# Godshuis De Zevenslapers
Het Godshuis De Zevenslapers, officieel het Godshuis van de Heilige Drievuldigheid, was een bejaardentehuis voor 7 mannen in Leuven (België). Het Godshuis heeft eeuwenlang bestaan, van het jaar 1437 tot 1795. De bijnaam in verband met de zeven mannen die er sliepen, kwam van de heilige Zevenslapers van Efeze.

## Situering

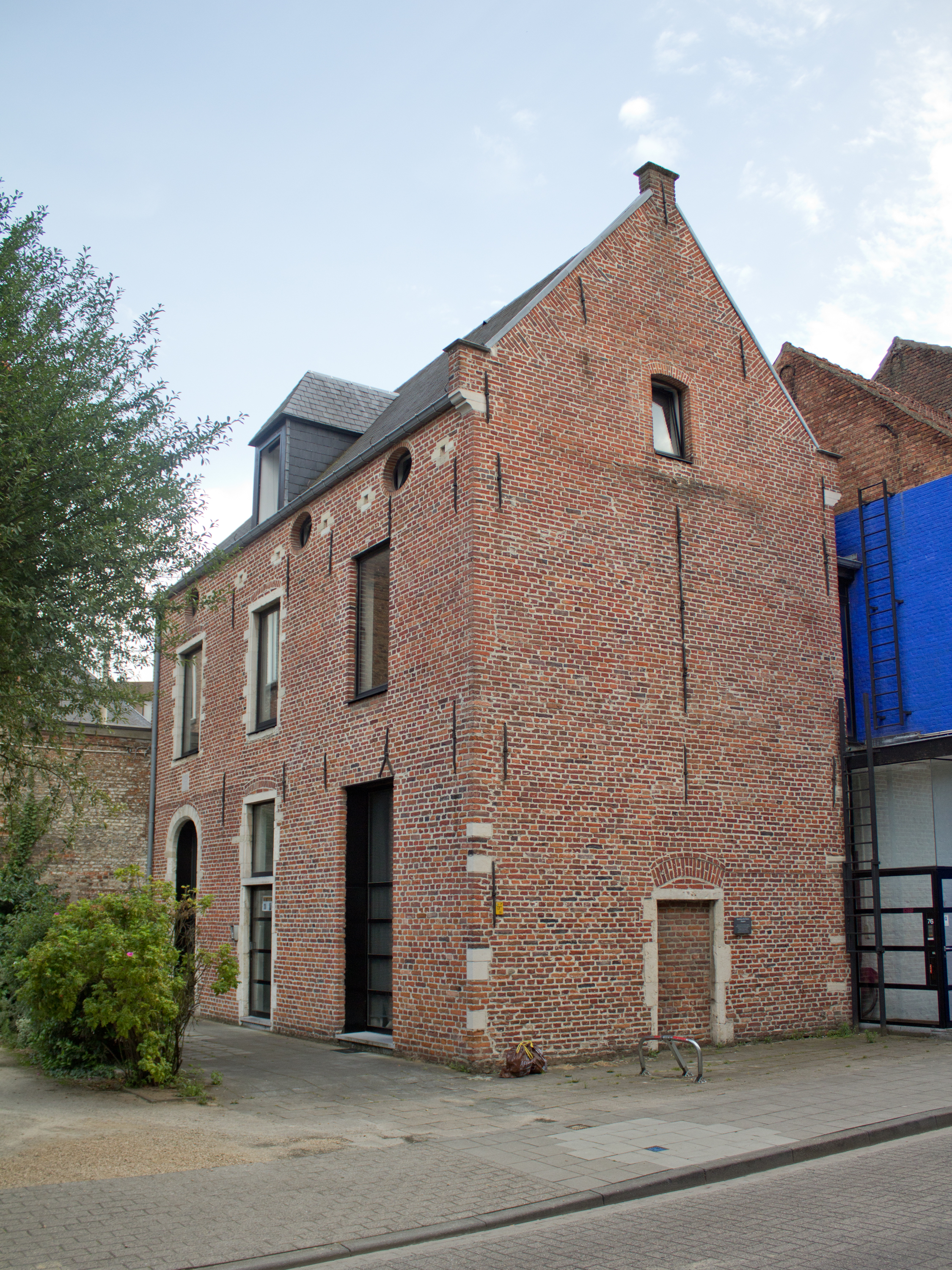
Wat rest van het Godshuis: de oude ziekenboeg met kapel. Zicht vanuit de Pieter Coutereelstraat in Leuven

Het bejaardentehuis telde 7 aparte huisjes, alsook een huis voor de kapelaan, een ziekenboeg met kapel en een zeer ruime tuin in de Leuvense binnenstad. Vandaag is het te situeren tussen de Brouwersstraat en de Zevenslapersstraat, langsheen het noordelijk deel van de Pieter Coutereelstraat. Onder het ancien régime bevond het Godshuis zich tussen de Lange Bruel en de Korte Bruel.

## Historiek
Jan Keynooghe, patriciër en schepen in Leuven, schonk zijn erfenis aan de stad (1437). Hij werd begraven in de Sint-Pieterskerk. De ongehuwde Keynooghe wenste voor 7 Leuvense mannen een rustige oude dag te voorzien. Hij woonde in een patriciërshuis in de Naamsestraat maar plande het Godshuis in zijn boerderijtje gelegen aan de Brouwersstraat. Stadsmagistraten beheerden het Godshuis. Toelating om er te verblijven kwam er na een aanbevelingsbrief aan het stadsbestuur of met een geldsom. De mannelijke pensiongasten moesten van onberispelijk gedrag zijn; ze moesten minstens 55 jaar oud zijn, en hun kinderen mochten geen schulden hebben. Wie te zwaar ziek was voor de infirmerie of wie zich misdroeg of geen kerkdiensten wilde bijwonen, moest het Godshuis verlaten. De 7 mannen droegen als uniform, een blauwe pet met een rood sjaaltje. Ze aten en baden samen. Eénmaal per week bedelden ze samen in de stad.
Jan Keynooghe had voorzien dat het Godshuis voedsel en inkomsten kreeg van een grote boerderij in Meerbeek nabij Leuven. De boerderij droeg de naam Pachthof van de Zeven Slapers. Op haar hoogtepunt had het pachthof 100 schapen. Ook landbouwgronden in Holsbeek en elders rond Leuven moesten voldoende inkomsten voor het Godshuis verzekeren.
Het Frans bestuur in Leuven sloot het Godshuis in 1795. Verder werden in de 19e eeuw de huizen afgesmeten. De Pieter Coutereelstraat werd vanuit haar zuidelijk stuk doorgetrokken naar het noorden, tot in de Brouwersstraat. De Pieter Coutereelstraat doorkruist hier wat eens de grote tuin van de Zevenslapers was. Vandaag blijft enkel nog de ziekenboeg of infirmerie over, met hierin de kapel, wat gelegen is op de hoek van de Brouwersstraat en de Pieter Coutereelstraat.